# Бурунди на Светском првенству у атлетици на отвореном 2015.
Бурунди је учествовао на Светском првенству у атлетици на отвореном 2015. одржаном у Пекингу од 22. до 30. августа петнаести пут, односно учествовао је на свим првенствима до данас. Репрезентацију Бурундија представљала су двојица атлетичара који су се такмичили у две дисциплине.,
На овом првенству Бурунди није освојио ниједну медаљу, нити је било неких рекорда.

## Учесници
| Дисциплина | Спортисти                   | Спортисти |
| Дисциплина | Мушкарци                    | Жене      |
| ---------- | --------------------------- | --------- |
| 800 м      | Antoine Gakeme              | -         |
| Маратон    | Pierre-Célestin Nihorimbere | -         |

## Резултати

### Мушкарци
| Атлетичар                   | Дисциплина | Лични рекорд | Група    | Група      | Полуфинале | Полуфинале | Финале               | Финале            | Детаљи |
| Атлетичар                   | Дисциплина | Лични рекорд | Резултат | Место      | Резултат   | Место      | Резултат             | Место             | Детаљи |
| --------------------------- | ---------- | ------------ | -------- | ---------- | ---------- | ---------- | -------------------- | ----------------- | ------ |
| Antoine Gakeme              | 800 м      | 1:44,09      | 1:47,47  | 2. у гр. 1 | 1:48,61    | 5. у гр. 2 | Није се квалификовао | 19 /41 (45)       |        |
| Pierre-Célestin Nihorimbere | маратон    | 2:15:35      |          |            |            |            | Није завршио трку    | Није завршио трку |        |